# Aeroportul Internațional Owen Roberts
Aeroportul Internațional Owen Roberts (IATA: GCM, ICAO: MWCR) este un aeroport din George Town, Insulele Cayman, Insulele Cayman ce deservește zona Grand Cayman⁠(d). Aeroportul a fost tranzitat în 2020 de 363.811 pasageri. A fost deschis în 1954 și numit după Owen Roberts⁠(d).
Situat la o altitudine de 2 m, aeroportul dispune de 1 pistă.

## Infrastructură

### Piste
Aeroportul dispune de o singură pistă. Pista 08/26 are suprafața de asfalt și dimensiunile 2.155 m × 45 m. 